# ガイウス・リキニウス・ウァルス
ガイウス・リキニウス・ウァルス（ラテン語: Gaius Licinius Varus、生没年不詳）は紀元前3世紀中期の共和政ローマの政務官。紀元前236年に執政官（コンスル）を務めた。

## 出自
プレプス（平民）であるリキニウス氏族の出身。父も祖父もプラエノーメン（第一名、個人名）はプブリウスである。リキニウス氏族は早くから護民官を務めており、紀元前367年にガイウス・リキニウス・ストロはリキニウス・セクスティウス法を制定してプレブスにも執政官への道を開いたが、ストロ自身も紀元前364年には氏族最初の執政官に就任している。しかし、その後ウァルスにいたるまでリキニウス氏族から執政官は出ていなかった。
ウァルスの息子は紀元前208年に首都法務官（プラエトル・ウルバヌス）を務めたプブリウス・リキニウス・ウァルスである。

## 経歴
ウァルスは紀元前236年に執政官に就任。同僚執政官はプブリウス・コルネリウス・レントゥルス・カウディヌスであった。両執政官は北方、アドリア海に面するアリミヌム（現在のリミニ）に向かった。ガリア・トランサルピナ（アルプスの北側）のガリア人が南下し、ガリア・キサルピナ（アルプスの南側）のガリア人と同盟して国境を脅かしたためである。ガリア軍は数的に優っており、カウディヌスとウァルスはしばらくの間戦闘を開始しなかった。やがてガリア軍内部で内紛が勃発したが、本格的な内戦となり、ガリアの王の内二人が戦死した。結果としてローマに対する脅威は無くなった。これを知り、両執政官ともにアリミヌムを離れ、ウァルスはコルシカに向かうこととなった。ウァルスはレガトゥス（副官）のマルクス・クラウディウス・クリネアスを少数の兵とともに先行させた。ここでクリアネスは自身にその権利が与えていなかったにもかかわらず、コルシカ人に講和を強要した。条約はローマに有利なものであったがウァルスはこれを認めず、戦争を継続した。クリアネスは後に投獄または追放された。資料によっては、これを紀元前249年の独裁官（ティクタトル）マルクス・クラウディウス・グリキアとするものもある。
紀元前218年、カルタゴに最後通牒を突きつけたレガトゥス（使者）の一人ともされる。

## 参考資料
- カピトリヌスのファスティ
- ゾナラス『歴史梗概』
- カッシウス・ディオ『ローマ史』
- Münzer F. Licinius // Paulys Realencyclopädie der classischen Altertumswissenschaft . - 1926. - Bd. XIII, 1. - Kol. 214-215.
- T. R. S. Broughton (1951). The Magistrates of the Roman Republic Vol.1. American Philological Association